# Rakija

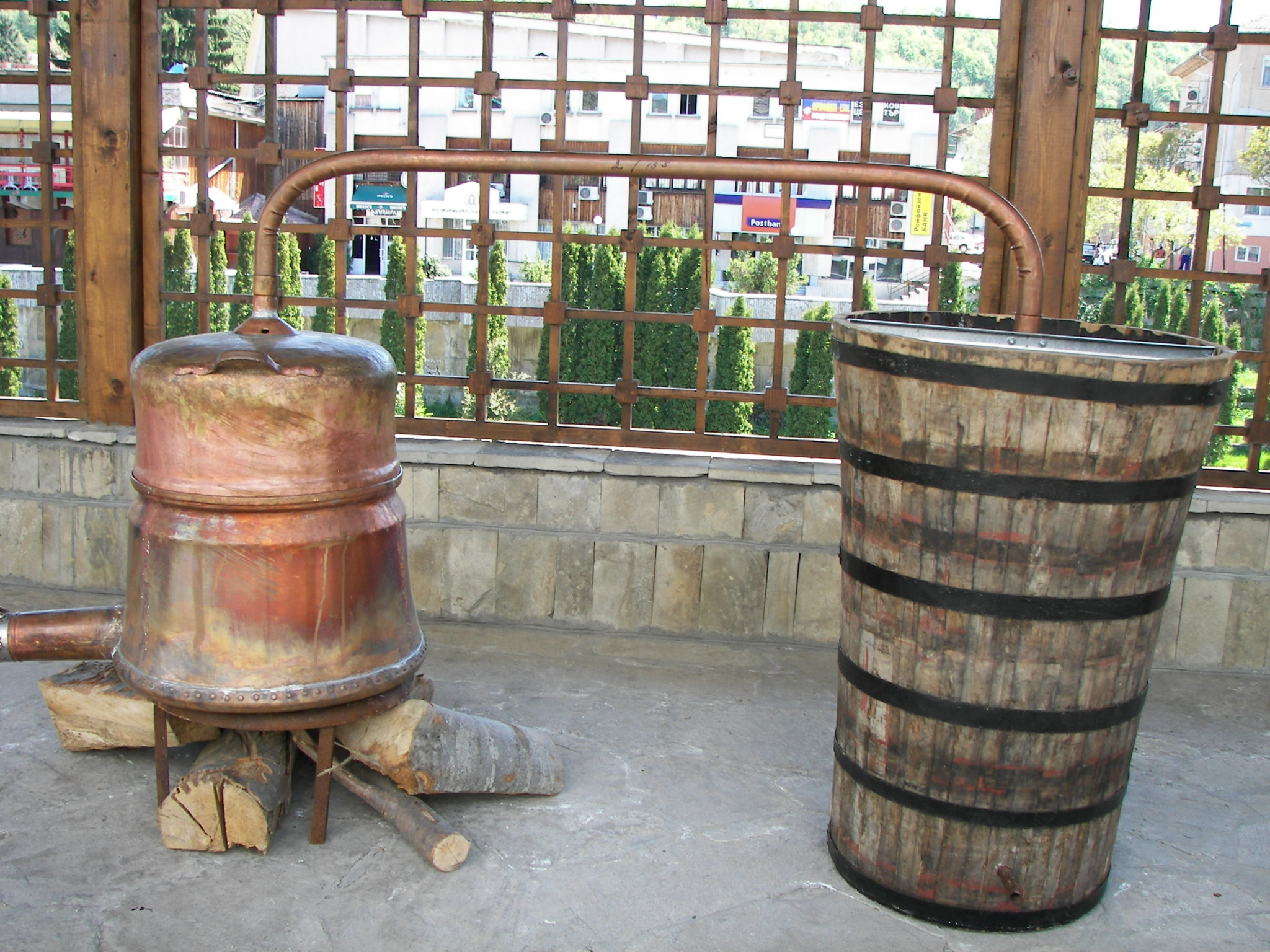
Produzione di rakija.

La rakija (in albanese rakia, in serbo e in macedone ракија?, rakija, in bulgaro ракия?, in romeno rachiu, croato e in bosniaco rakija) è un superalcolico, creato per fermentazione e successiva distillazione di frutta, popolare nei Balcani. Il suo contenuto alcolico è normalmente del 65%, ma nella rakija fatta in casa può essere superiore, tipicamente dal 70 all'80 %. Prepečenica è la rakija distillata due volte, con un tasso alcolico che può superare l'85%.
Šamar (lett. La sberla) è il nome comune per la rakija di bassa qualità.
La rakija è considerata la bevanda nazionale del Montenegro e della Serbia. Nella forma più comune, slivovitz o Šljivovica, è prodotta con la prugna.
Altri frutti comuni sono l'uva, la pera williams, le pesche, albicocche, le mele, i fichi (più raramente).
La rakija fatta con le prugne e quella con l'uva possono essere mischiate dopo la distillazione con altri aromi, come erbe, miele, mele acerbe e noci e altra frutta fresca per ottenerne dei liquori. Šljivovica (di prugne, 70% di alcol), Kajsijevača (di albicocche, 50-55%), Dunjevača (di cotogno, 50% alcol), Višnja (di visciole, circa 72% di alcol), Viljamovka serba (di pere, 70% di alcol), Kupina (di more, 45%), Komovica (di uva, 55%), Travarica (di prugne con le erbe aggiunte dopo la distillazione), Medovača serba (con miele) e Lozovača (di uva, 55% di alcol) sono i tipi più popolari di rakija in Montenegro e Serbia. Il 70% delle prugne raccolte in Montenegro e Serbia vanno a finire nella produzione della Sljivovica e nella marmellata, la rakija è divenuta primo brand nazionale protetto del Paese nel 2007-8-9.
Esiste una tradizione molto forte nei paesi balcanici (Albania, Kosovo, Serbia, Croazia, Macedonia, Montenegro, Bosnia-Erzegovina, Bulgaria e anche Romania) di distillare questo superalcolico in casa, come è uso in Sardegna per l'acquavite.
La tabella dei tipi di rakija, a seconda del frutto con la quale sono prodotti:
| Frutti                | nei Paesi dell'ex-Iugoslavia                  | in Bulgaria                               |
| Tipi principali       | Tipi principali                               | Tipi principali                           |
| --------------------- | --------------------------------------------- | ----------------------------------------- |
| prugna                | šljivovica (slivovitz), сливова, slivovica    | сливова (slivova)                         |
| uva                   | lozovača/loza, лозова                         | гроздова (grozdova) мускатова (muskatova) |
| resto del mosto (kom) | komovica, комова                              | джиброва (džibrova)                       |
| albicocca             | kajsijevača                                   | кайсиева (kajsieva)                       |
| pera                  | kruškovača, vilijamovka                       | крушева (kruševa)                         |
| mela                  | jabukovača                                    | ябълкова (jabălkova)                      |
| mela cotogna          | dunjevača                                     | дюлева (djuleva)                          |
| fico                  | smokvovača                                    | смокинова (smokinova)                     |
| Con aromi             |                                               |                                           |
| con erbe              | travarica/trava                               | билкова (bilkova)                         |
| con noci              | orahovača/orahovica                           | орехова (orehova)                         |
| col miele             | medovača/medenica medeno žganje (in Slovenia) | греяна (grejana)                          |
| con amarena           | višnjevac/višnjevača                          | черешова (čerešova)                       |

Alcuni tipi di rakija sono mantenuti in botti di legno (di quercia o gelso) per un extra aroma e per il colore (marrone dorato).
La rakija si dovrebbe bere in speciali bicchieri (da 0.3 a 0.5 dl), i cosiddetti shottini.
In Serbia e Montenegro è bevuta come aperitivo, generalmente accompagnata da un antipasto misto di salumi e formaggi.
Un altro tipo è la rakija grejana, che è scaldata e addolcita con miele o zucchero.

## Comparazione
- Rakı, una bevanda simile prodotta in Turchia.
- Țuică, una bevanda simile prodotta in Romania.
- Pálinka, una bevanda simile fatta in Ungheria.
- Idromele, una bevanda alcolica derivata direttamente dal miele.